# Siceliotes
Els siceliotes (en llatí: siceliotes, en grec antic: Σικελιῶται) van ser van ser un poble preromà grecoparlant que vivia a Sicília, en territori de la Magna Grècia.

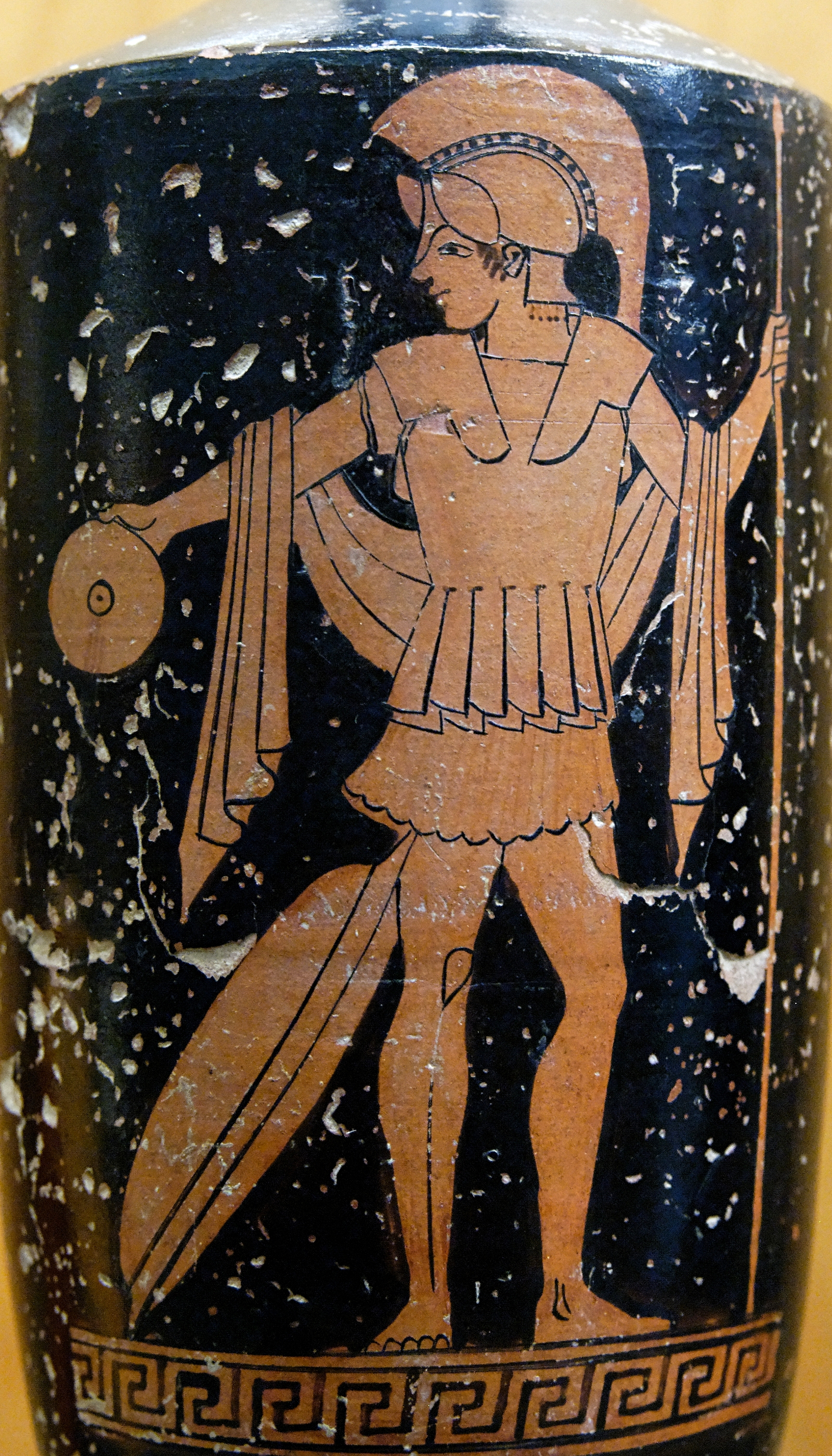
Guerrer siceliota

Eren d'origen dori i es van establir a Sicília a partir del segle viii aC. Els grecs els van anomenar siceliotes per distingir-los de les poblacions autòctones dels sicans, els sículs i els elimis.
Inicialment, els siceliotes van poblar les costes orientals i meridionals de l'illa, mentre que els altres pobles van desplaçar-se a l'interior. Al llarg del temps, i fins a la conquesta romana de Sicília, van colonitzar gairebé tota la costa de l'illa. Durant la República romana i l'Imperi, es considerava als siceliotes els descendents dels primers colons grecs, cosa que els distingia dels habitants no grecs del sud d'Itàlia.
Tucídides en parla a diversos llocs de la Història de la Guerra del Peloponès. Un dels capítols (IV, 58) es titula «Es pacta un armistici i els delegats dels siceliotes es reuneixen a Gela», i parla de la treva que van establir l'any 424 aC els habitants de les ciutats de Sicília amb els atenencs que havien envaït l'illa. Tucídides transcriu el discurs del general Hermòcrates de Siracusa que va pronunciar davant de tots els ambaixadors de les ciutats gregues de l'illa a l'assemblea que es va celebrar a Gela. Allà els siceliotes van afirmar la seva independència respecte a Grècia.
Xenofont també parla dels siceliotes als que distingeix dels grecs quan fa referència a les tropes que els cartaginesos van derrotar a Agrigent l'any 404 aC.